# Internationales Mühlenmuseum Gifhorn

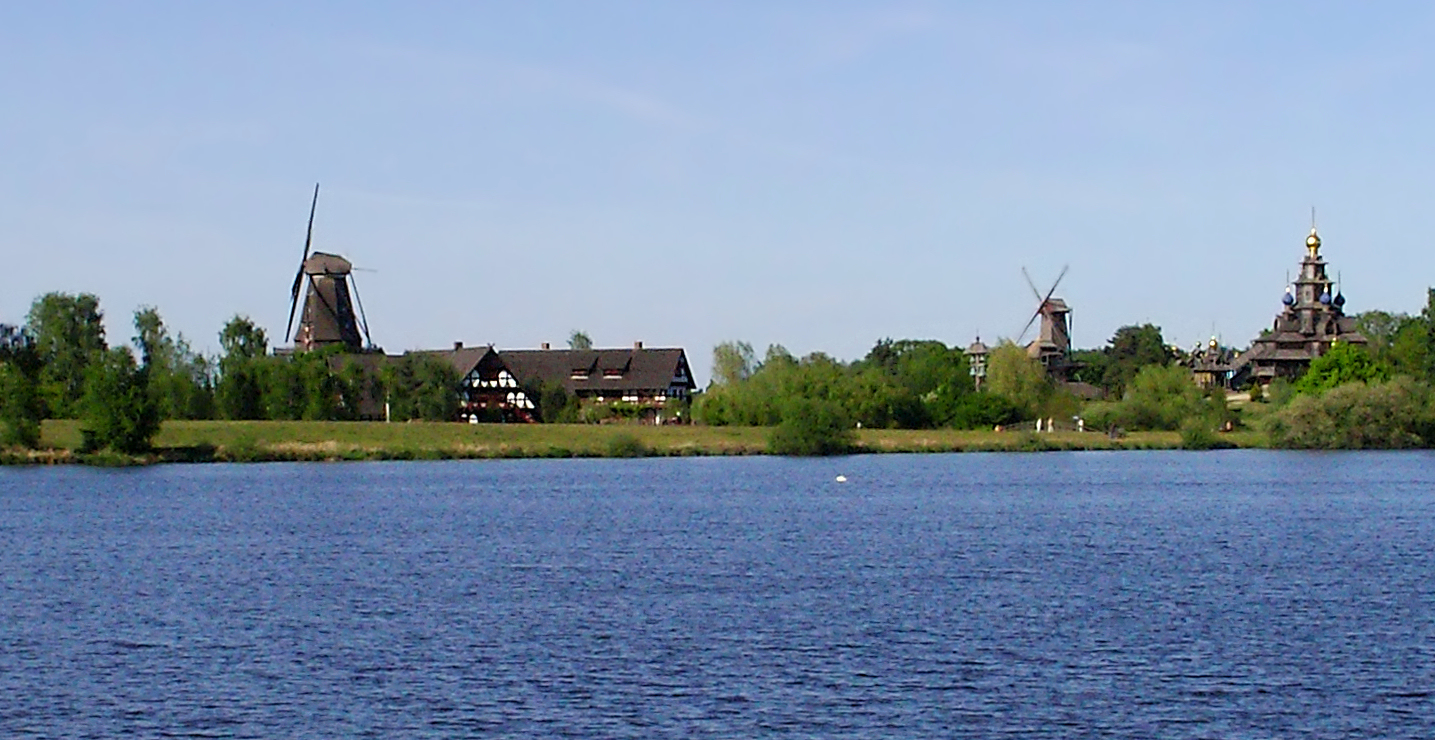
Blick über den Mühlensee auf das Museumsgelände

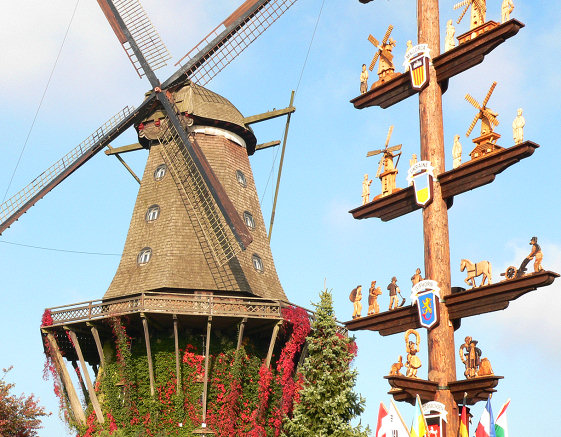
Nachbau der Mühle Sanssouci am Dorfplatz, rechts internationaler Mühlenbaum

Das Internationale Mühlenmuseum Gifhorn (kurz Internationales Mühlenmuseum, früher Internationales Wind- und Wassermühlenmuseum) im niedersächsischen Gifhorn präsentiert auf einem rund 15 Hektar großen Freigelände Windmühlen und Wassermühlen aus verschiedenen Ländern und ist damit eine europaweit einzigartige Einrichtung. Die 13 originalen oder originalgetreu nachgebauten Mühlen sind in eine herkunftstypische Umgebung eingebettet. Auf dem gesamten Gelände sind auch historische Gegenstände des Mühlen- und Müllereiwesens ausgestellt. Die Museumsanlage ist verkehrsgünstig in der Nähe des Kreuzungspunktes der Bundesstraßen 4 und 188 gelegen. Das Museum ist Station 65 der Niedersächsischen Mühlenstraße.

## Museumsgeschichte

### Vorgeschichte
Horst Wrobel, Gründer und langjähriger Besitzer des Mühlenmuseums, hatte 1965 bei einem Ausflug zum Elm in Abbenrode eine alte Bockwindmühle entdeckt, die noch in Betrieb war. Er baute die Mühle im Maßstab 1:25 nach und sammelte danach sämtliches Material über Wind- und Wassermühlen. 1974 richtete er in Suhlendorf ein privates Museum mit seinen bis dahin nachgebauten Mühlenmodellen ein. Dann entwickelte er die Vision, eine Einrichtung im größeren Maßstab zu schaffen. 1977 kam es zu ersten Kontakten zum Landkreis Gifhorn, der das Projekt aktiv unterstützte. Im selben Jahr schlossen die beiden Parteien einen Erbbaurechtsvertrag über das künftige Museumsgelände.

### Bauarbeiten und Eröffnung

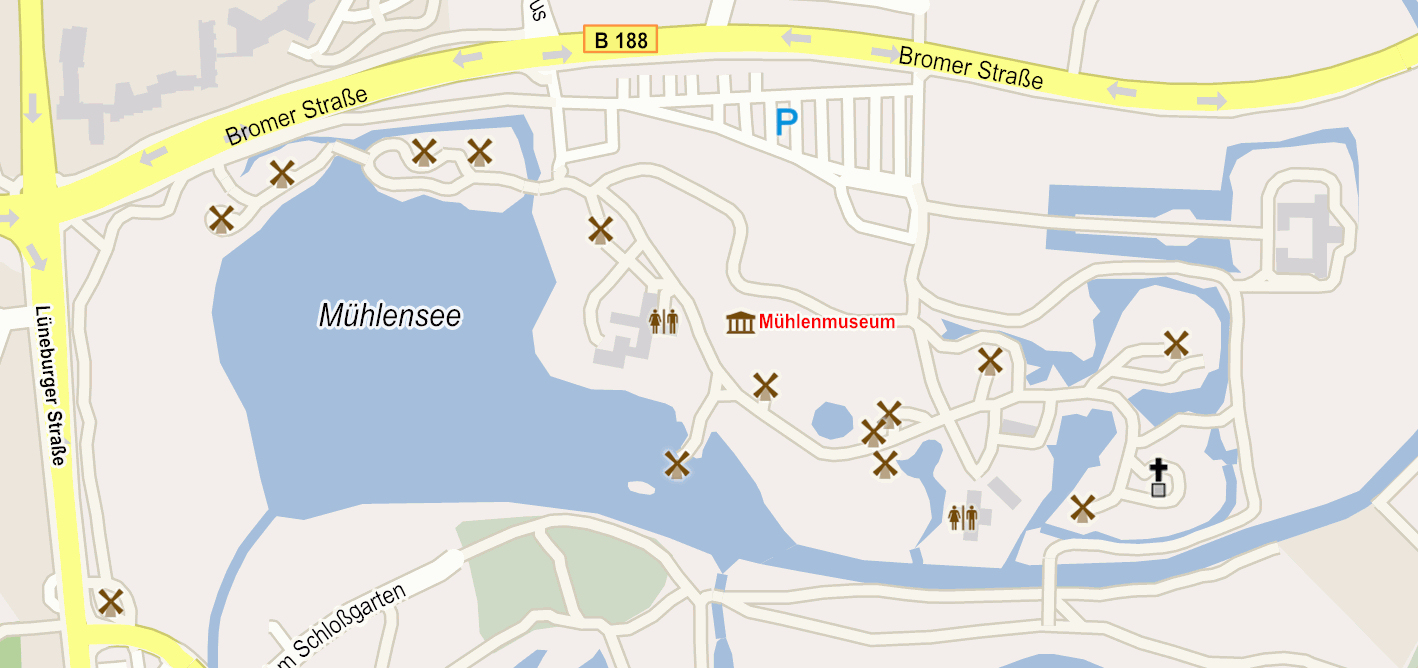
Plan des Geländes, 2012

Zwei Jahre lang fanden umfangreiche Geländearbeiten durch den Aller-Ohre-Verband statt. Mit Hilfe von Planierraupen und Schwemmbaggern wurde eine Modellierung des Geländes vorgenommen, bei der zahlreiche Gräben und Teiche sowie der fünf Hektar große Mühlensee entstanden. Der See dient gleichzeitig als Rückhaltebecken für den Hochwasserschutz und der Wasserregulierung der Ise.
Als erste Bauten entstanden die Ausstellungshalle sowie drei Mühlen (Kellerholländer, Bockwindmühle und Tiroler Wassermühle). Das Mühlenmuseum öffnete am 8. Mai 1980 seine Pforten.

### Verkauf
2020 bot der Eigentümer Horst Wrobel das Museum der Stadt Gifhorn zum Kauf an. Nach Beratungen und Verhandlungen wurde der Kauf zum Preis von 2,6 Millionen Euro im September 2021 beschlossen, als der Rat der Stadt Gifhorn dem Kauf mehrheitlich zustimmte. Der Kaufvertrag wurde im Dezember 2021 unterzeichnet, das Museum wurde zum 1. Januar 2022 Eigentum der Stadt Gifhorn. Dann wurde das Museum eineinhalb Jahre lang saniert und das Nutzungskonzept überarbeitet. Neuer Betreiber ist das Unternehmen Vision & Trust GmbH aus Wolfenbüttel mit seiner Tochterfirma V&T Int. Mühlenmuseum GmbH mit Sitz in Gifhorn. Im Mai 2023 wurde das Museum wiedereröffnet.

## Mühlenmodelle

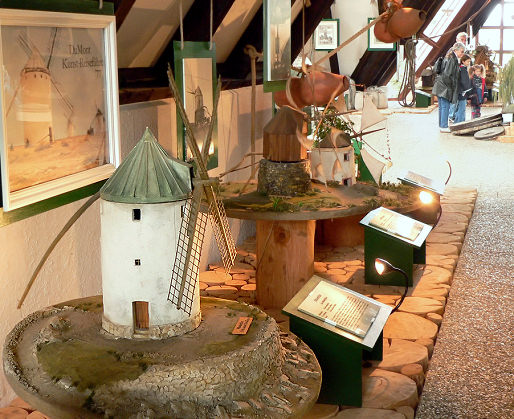
Ausstellungshalle mit Mühlenmodellen

Kernstück der Museumsanlage ist die 800 Quadratmeter große Ausstellungshalle. Sie beherbergt Utensilien aus dem Mühlen- und Müllereiwesen. Außerdem befinden sich darin 49 Wind- und Wassermühlen-Miniaturmodelle (naturgetreu und maßstabsgerecht den Originalen in allen Einzelheiten verkleinert nachgebaut) aus 20 Ländern ausgestellt. Sie geben Auskunft, zu welchen Arbeitsvorgängen sich Menschen vor der Erfindung der Dampfmaschine die Wind- und Wasserkraft zunutze machten, um schwere Arbeiten zu verrichten.
Einige Mühlenmodelle:
| - Abbenroder Mühle aus Cremlingen - Fünfflügelmühle Wendhausen aus Lehre - Britische Mühle bei Framlingham in Suffolk - Paltrockmühle aus Schönau - Niederländische Wippmühle aus Nieuwersluis - Ägyptische Mühle bei Moos - Finnische Kreisflügelmühle in Uusikaupunki - Schnupftabakmühle in Rotterdam - Holzsägemühle in Koog aan de Zaan - Rembrandts Bockwindmühle in Leiden | - Bremer Mühle Am Wall - Irische Mühle von Wexford - Persische Ölmühle in Isfahan - Windmühle am Pariser Montmartre - Niederländische Viergang-Mühle bei Zevenhuizen - Niederländische Keukenhofmühle in Südholland - Persische Getreidemühle der Provinz Karasan - Don Quichotes Windmühle aus La Mancha - Mosterts Mühle bei Kapstadt - Pfahlmühle aus Bessarabien |

## Dorfplatz

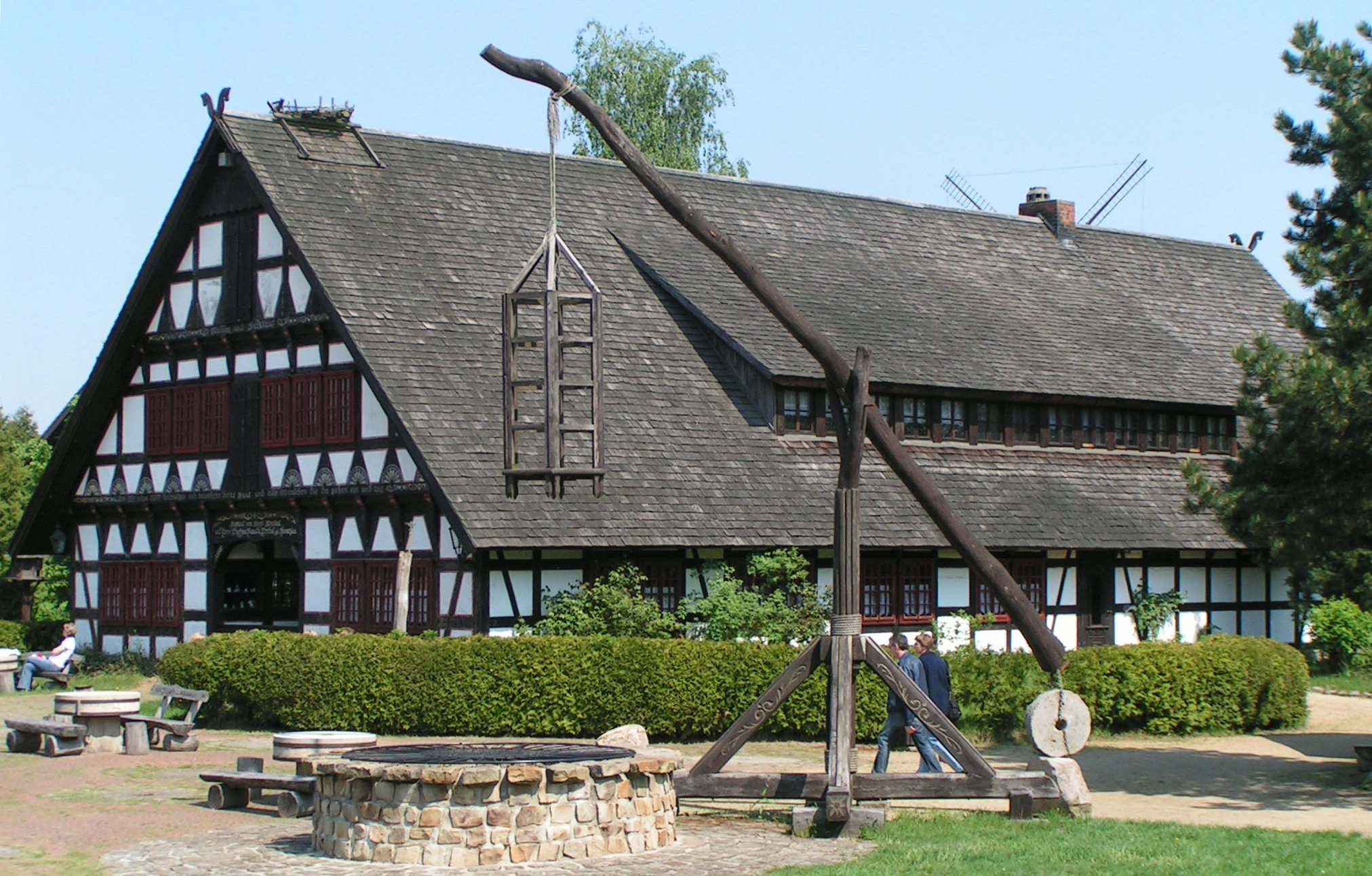
Dorfplatz mit Bäckertaufe

Mittelpunkt des Freilichtmuseums ist der Dorfplatz mit einem Bauensemble von drei Fachwerkhäusern, die als Rundlingsdorf platziert sind:
- Das Back- oder auch Müllerhaus wurde 1983 als Vierständer-Hallenhaus (volkstümlich: Niedersachsenhaus) erbaut und bietet Platz für etwa 250 Gäste.
- Das Brothaus von 1985 ist der Nachbau eines Backhauses auf einem traditionsreichen Bauernhof nahe Gifhorn. Hier wird in zwei holzgefeuerten Steinbacköfen Brot und Kuchen nach alten Rezepten gebacken und an Museumsbesucher verkauft.
- Das Trachtenhaus entstand 1990 im Stil eines historischen Hallenhauses und bietet mit einer alten Backstube und einem Restaurationsbetrieb rund 500 Gästen Platz.

Auf dem Platz steht der „Internationale Mühlenbaum“. Dies ist ein etwa 30 Meter hoher Pfahl, an dem sich die Länderwappen aller Mühlen des Museumsgeländes sowie Holzschnitzereien mit Müllerei-Motiven befinden.
2023 wurde der Dorfplatz innerhalb des Museumsgeländes zum öffentlichen Bereich, der eintrittsfrei zugänglich ist. Dort gibt es einen Biergarten, einen Dorfladen und eine Kaffeerösterei.

## Mühlen
Auf dem Freigelände sind 13 Mühlen in Originalgröße zu besichtigen. Sie werden nachfolgend in der chronologischen Reihenfolge genannt, in der sie im Museum aufgebaut wurden.

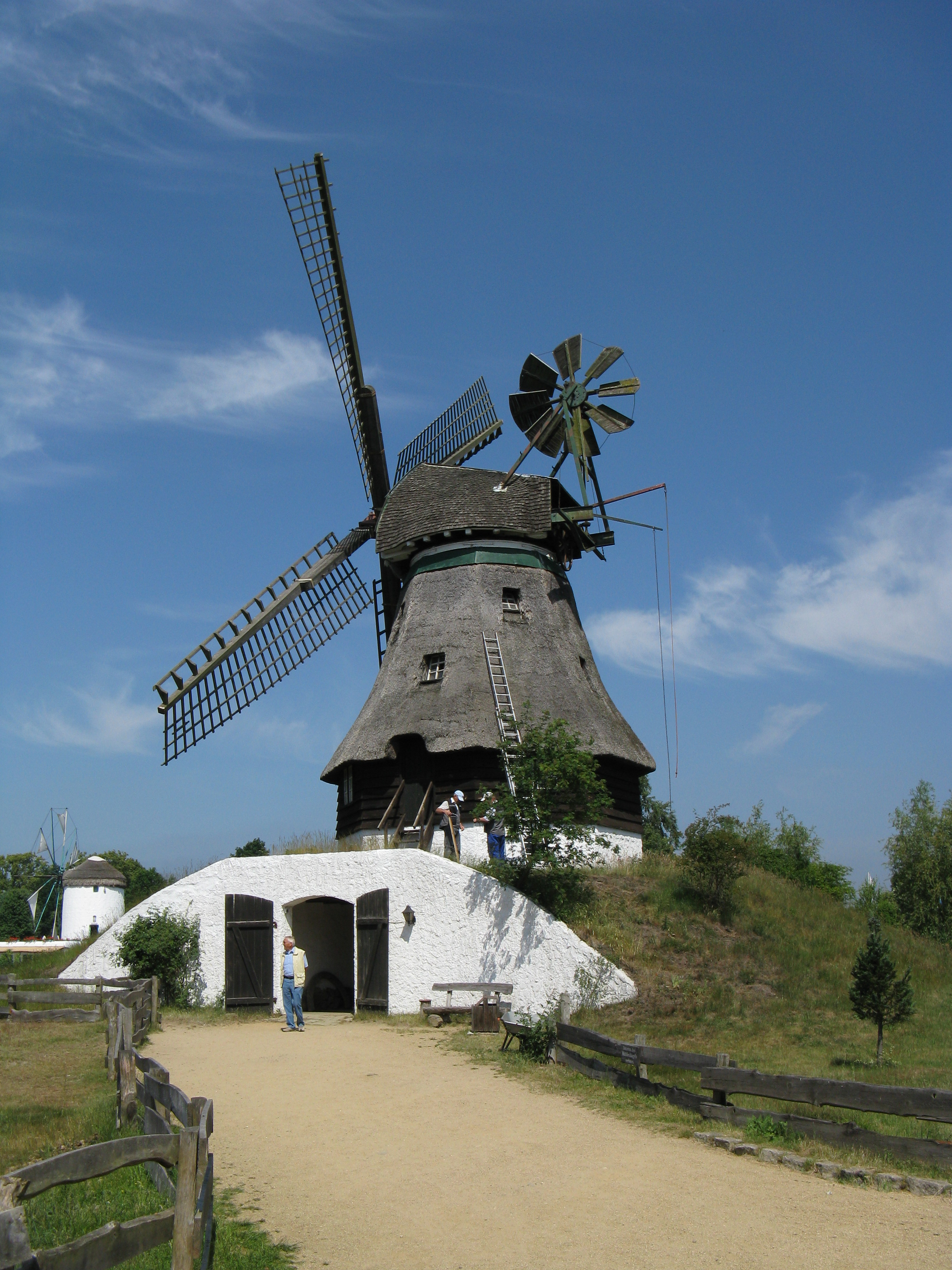
Kellerholländer Immanuel

### Deutsche Bergholländer-Mühle
Die Mühle stammt aus Westdorf im Kreis Dithmarschen, die dort mit dem Namen „Immanuel“ 1848 errichtet wurde. Sie gehörte zu den ersten drei Original-Mühlen, die im Museum ihren Platz fanden. Sie wird als „Berg-“ oder auch „Kellerholländer“ bezeichnet. Damit ist einerseits gemeint, dass die Mühle auf einem kleinen Hügel errichtet ist, und andererseits, dass sie einen Keller hat, in den Fuhrwerke einfahren konnten. Im Laufe ihrer Geschichte entwickelte sich die Anlage durch zahlreiche Umbauten zu einer hochtechnischen Mühle, unter anderem mit automatischer Windrose. Die Jalousieflügel konnten der Windstärke angepasst werden. 1969 bot der letzte Müller in einer Zeitungsanzeige an, sie zu verschenken unter der Bedingung, dass sie wiederaufgebaut wird. Der Zeitungsverleger Axel Springer erwarb die Mühle und ließ sie restaurieren. Später schenkte er sie dem Mühlenmuseum, wo sie 1979 wieder aufgebaut wurde.

### Tiroler Wassermühle
Die etwa 300 Jahre alte Wassermühle aus Iselsberg-Stronach bei Lienz in Tirol wurde ebenfalls schon 1979 hier aufgebaut. Sie stand zuvor an einem Wildbach im Lesachtal in Osttirol und wird auf dem Museumsgelände von einem Teich angetrieben. Die Mühle aus massiven Lärchenstämmen verfügt über zwei oberschlächtige Wasserräder, die zwei Mahlgänge antreiben.

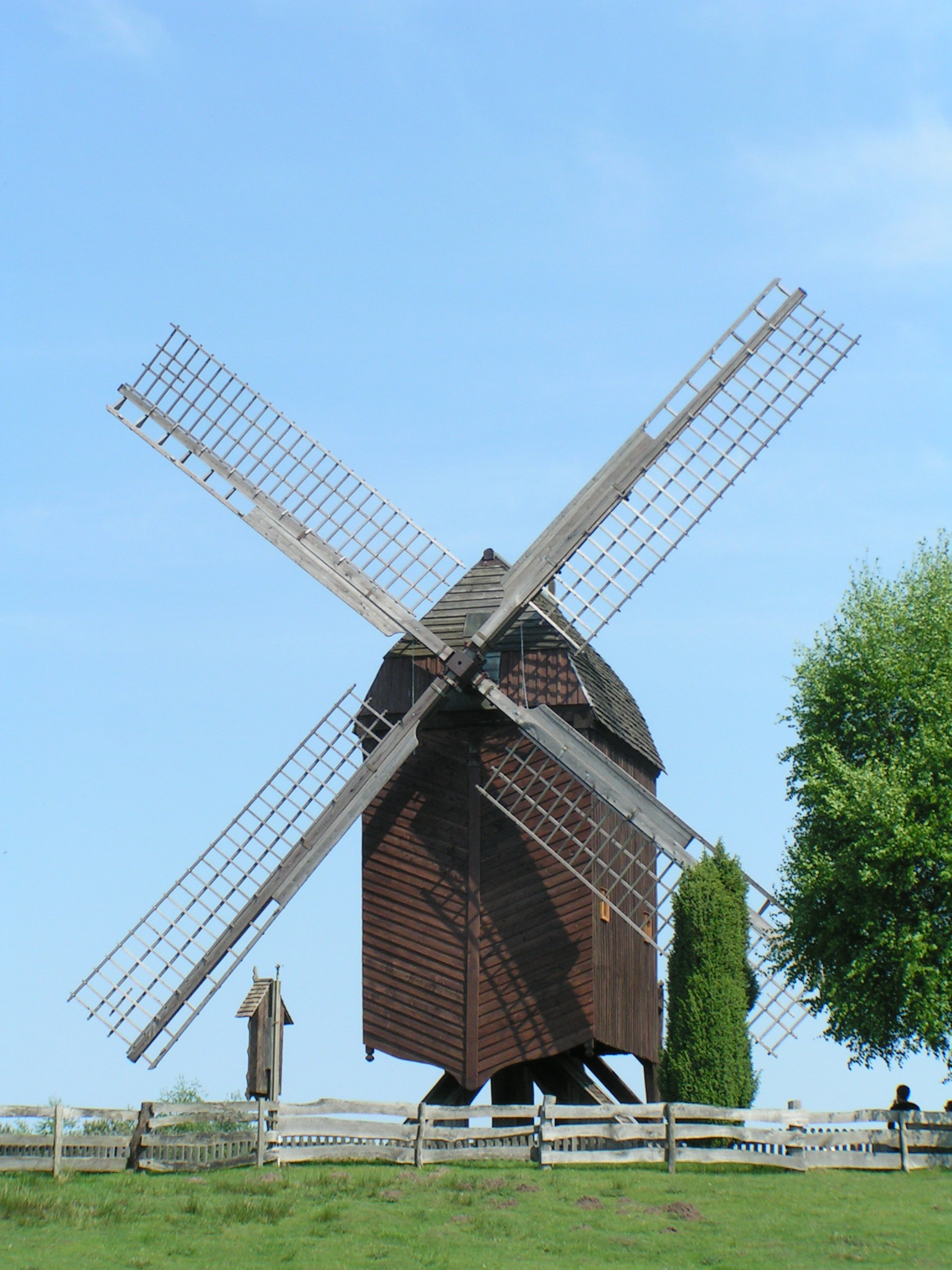
Windmühle Viktoria

### Deutsche Bockwindmühle
Die Bockwindmühle „Viktoria“ stammt aus dem nahe gelegenen Ort Osloß und ist somit als Einheimische zu bezeichnen. 1882 stellte sie dort ein Müller auf, der die Mühle im Kreis Neuhaldensleben erworben hatte. Als Baujahr ist die Jahreszahl 1816 an der Mühle vermerkt. 1940 stellte sie ihren Betrieb ein. Der Landkreis Gifhorn kaufte die verfallene Mühle 1977 und gab sie dem Museumsbetreiber Wrobel in Obhut. Mit Spendengeldern wurde sie von einer Zimmerei restauriert und 1980 in einem funktionsfähigen Zustand auf dem Gelände des Mühlenmuseums aufgebaut.
Der Name Bockwindmühle bezeichnet das ganze Mühlenhaus, das auf einem Gerüst, einem Bock, steht, beziehungsweise, technisch korrekt ausgedrückt, hängt. Das Mühlenhaus wird samt Einrichtung jeweils vor Arbeitsbeginn gegen den Wind gedreht. Die Bockwindmühle galt nach dem Allgemeinen Landrecht für Preußen von 1794 nicht als Bauwerk im engeren Sinne, sondern als Maschine. Deshalb entfiel für seine Besitzer damals die Pflicht, für seine Arbeitsstätte Hauszinssteuer zu zahlen.

### Deutsche Rossmühle

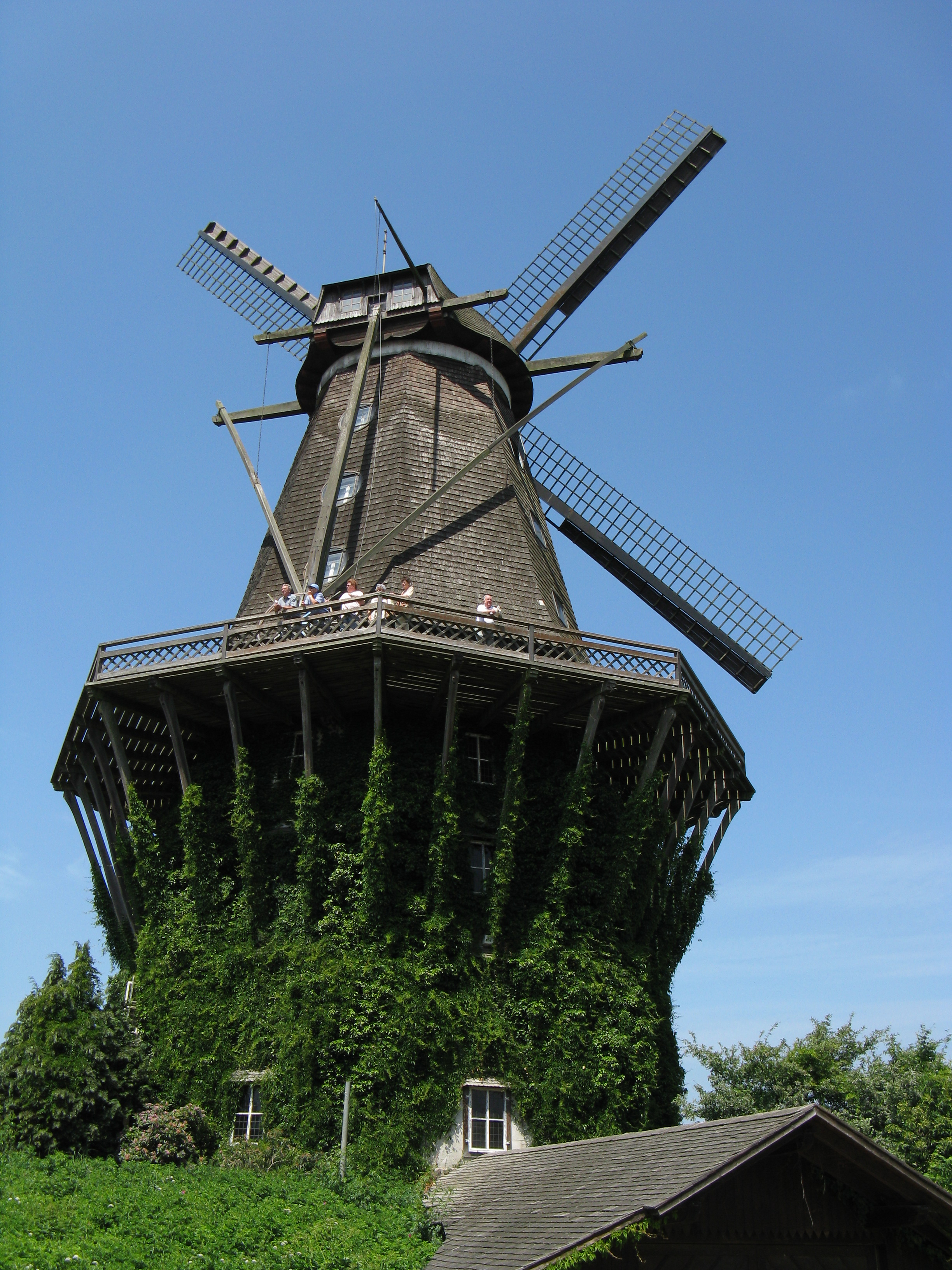
Nachbau der Mühle von Sanssouci

Die wahrscheinlich größte Rossmühle (Pferdemühle) Deutschlands aus Hüllhorst-Oberbauerschaft im Kreis Minden-Lübbecke aus dem Jahre 1797 wurde 1982 als Nachbau eines Göpels errichtet. Sie ist ein achteckiger Fachwerkbau, in dessen Innerem Zugpferde im Kreis laufen und mit je einer Pferdestärke (PS) ein hölzernes Zahnrad in Bewegung setzen. Das Zahnrad mit 320 Zähnen und einem Durchmesser von 32 Meter ist das größte seiner Art. Damit wurden ein Stampfwerk zur Bearbeitung von Flachs und eine Getreidemühle angetrieben.

### Deutsche Galerieholländer-Mühle „Sanssouci“

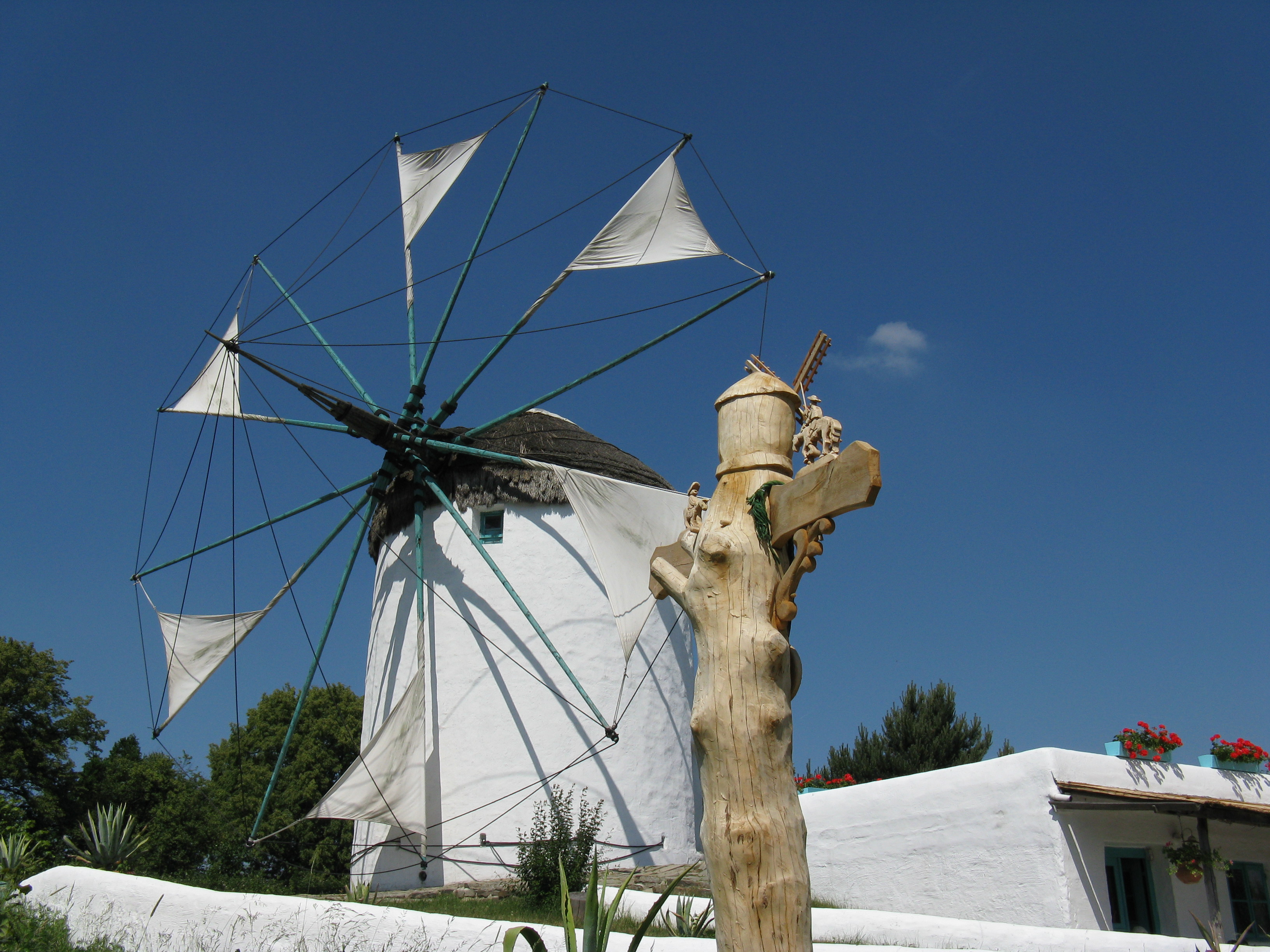
Mühle Irini

Seit 1984 steht auf dem Dorfplatz des Museumsgeländes eine Mühle, die ein Abbild der historischen Mühle neben dem Schloss Sanssouci in Potsdam darstellt. Das 40 Meter hohe Original entstand 1788, brannte 1945 bei letzten Kampfhandlungen im Zweiten Weltkrieg ab und wurde 1993 in Potsdam wieder aufgebaut. Berühmt geworden ist die Mühle nahe der Königsresidenz durch die Legende, dass ihr Klappern Friedrich den Großen störte. Als der König mit Enteignung drohte, habe der Müller auf das Kammergericht in Berlin hingewiesen. Der Name Galerieholländer weist auf die umlaufende Galerie hin, die sich über dem vierten Gebäudestockwerk befindet. Die Mühle hat damit enorme Ausmaße. In der Gifhorner Mühle wird die Museumsgeschichte präsentiert.

### Griechische Windmühle
Bei einer Museumserweiterung 1987 entstand auf einer künstlichen Insel auf dem Gelände die Mühle „Irini“, der Nachbau einer Windmühle von der griechischen Kykladeninsel Mykonos. Die Mühle stellt eine weiße Turmmühle mit Spitzdach und zwölf Segelflügeln dar.

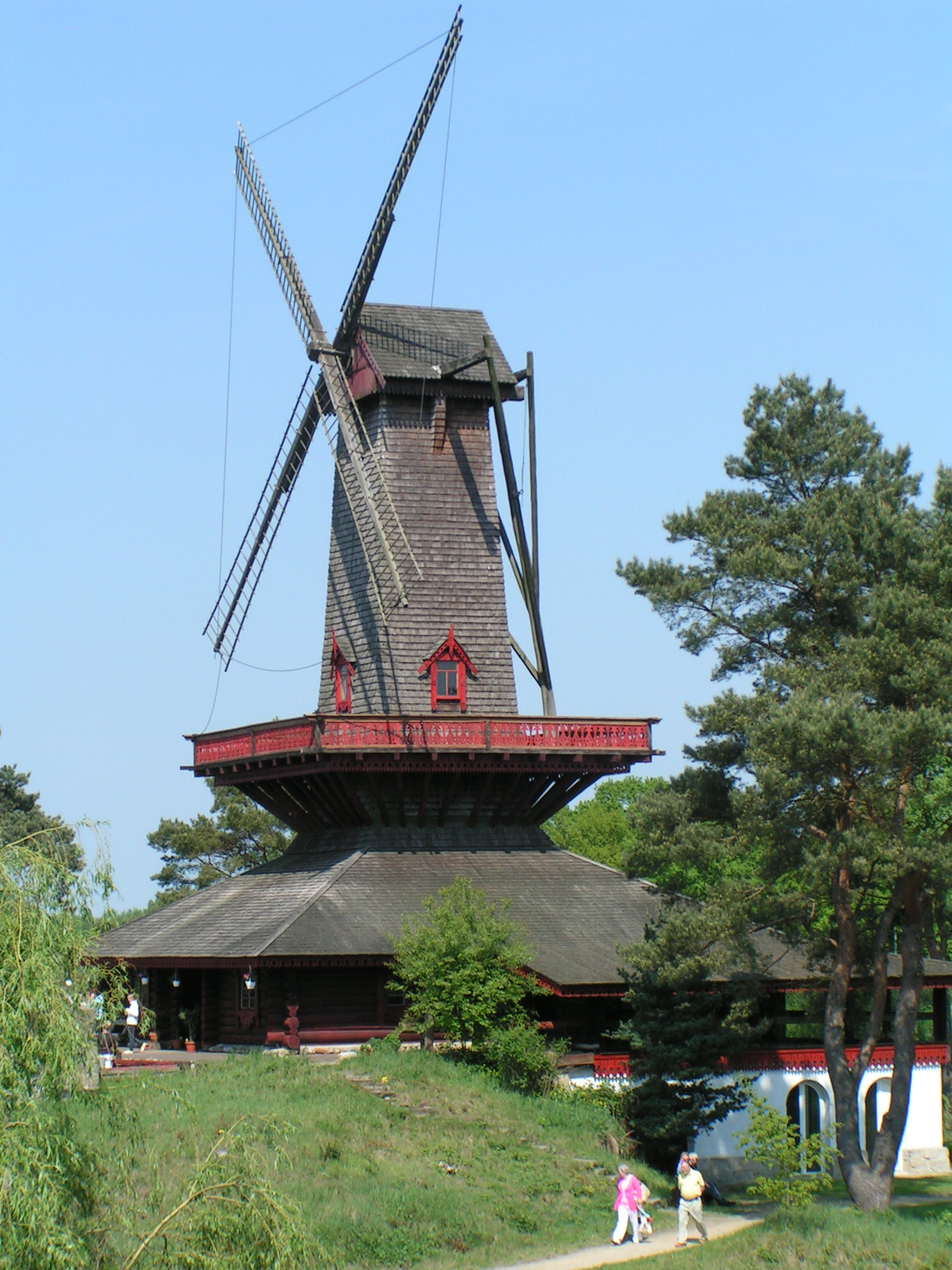
Ukrainische Windmühle Natascha

### Ukrainische Windmühle
Der Mühlennachbau „Natascha“ wurde 1988 im Beisein des Generalkonsuls der UdSSR eingeweiht und sorgte für positive Kontakte zur damaligen UdSSR. Das Vorbild der Mühle steht in der Partnerstadt Gifhorns in Korsun-Schewtschenkowski in der Ukraine nahe Kiew, wo es heute als Restaurant unter dem Namen „Vitrjak“ (Windmühle) dient. Die Mühle hat einen Unterbau aus massiven Kiefern- und Fichtenstämmen im Blockhausstil. Im langen, schlanken Turm ist nur eine Antriebswelle untergebracht. Wie viele ukrainische Bauwerke ist das Gebäude an Fenstern, Türen und Vorsprüngen reich verziert. Die Mühle wurde von einer Zimmerei erbaut. Die Blockhaus-Konstruktion des Unterbaus stammt aus Finnland.

### Ungarische Donau-Schiffsmühle

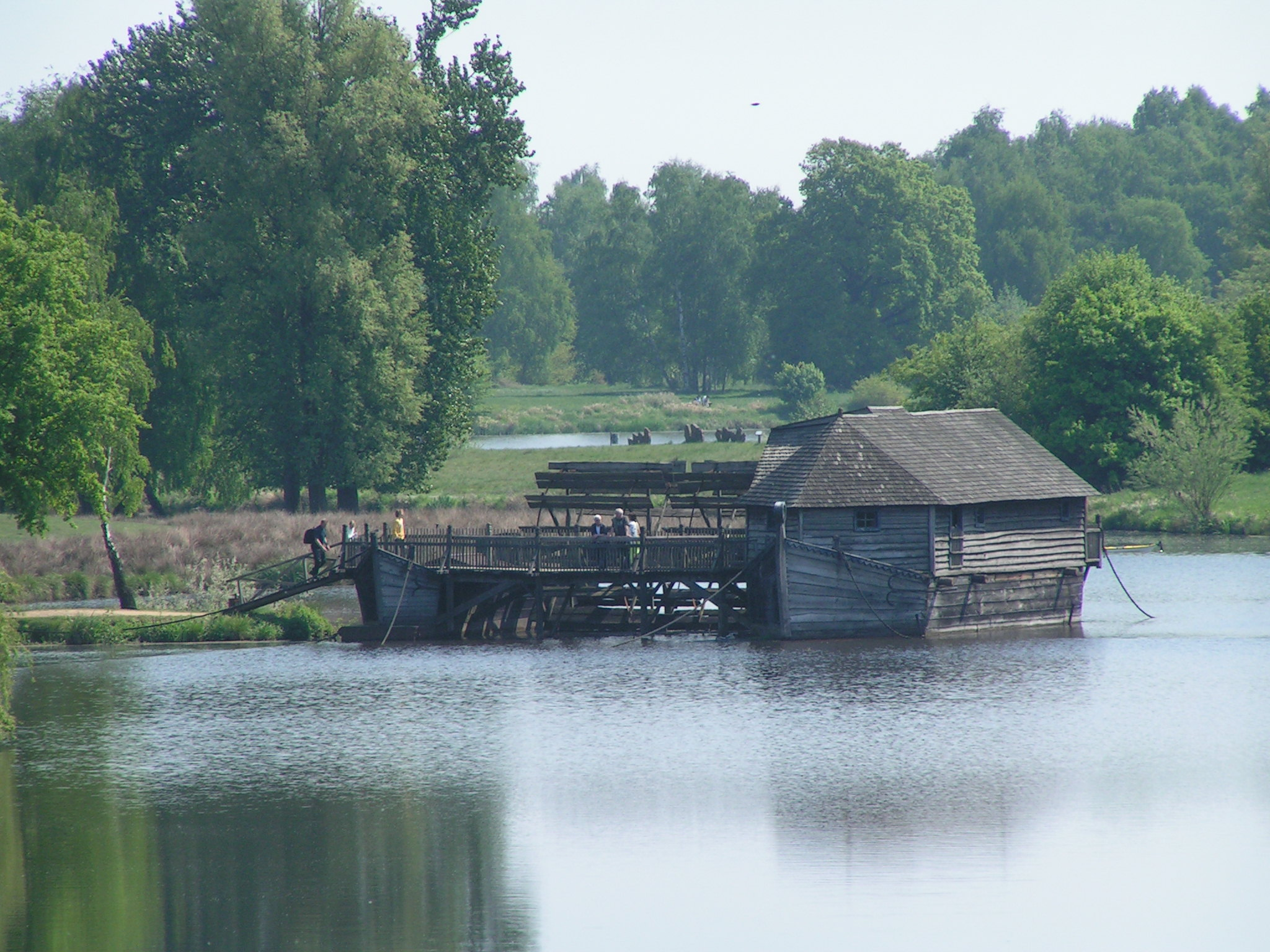
Donau-Schiffsmühle

1989 wurde nach einjähriger Bauzeit die Donau-Schiffsmühle „Julischka“ an der Ise den Besuchern präsentiert. Sie besteht aus zwei hölzernen Schiffen, zwischen denen sich ein Schaufelrad befindet. Im größeren Hauptschiff sind das Mahlwerk und die Müllerstube untergebracht. Das kleinere Schiff trägt die Welle des Schaufelrades, das sich im Betrieb im Flusswasser dreht. In Gifhorn fehlt jedoch die Wasserströmung, deshalb steht das Rad still. Erbaut wurde die Mühle von Werftarbeitern der Schiffswerft im ungarischen Mohács, Museumsfachleuten des Freilichtmuseums in Szentendre bei Budapest, Zimmerleuten aus Niedersachsen und einer belgischen Mühlenbaufirma.
Bei diesem Mühlentyp war der Betreiber Müller und Kapitän zugleich. Er konnte sich die beste Strömung im Fluss aussuchen. Dies hatte aber eine Behinderung des Schiffsverkehrs zur Folge, weshalb im 19. Jahrhundert Vorschriften erlassen wurden. Nachdem 1861 der Bau von Schiffsmühlen für den Rhein verboten worden war, verschwand 1926 die letzte Mühle dieses Typs. Diese Mühle wurde restauriert und liegt wieder bei Ginsheim im Rhein. Die meisten Flussmühlen sind aus dem heutigen Landschaftsbild verschwunden, denn ihre Lebensdauer betrug nur rund 50 Jahre. Erfunden wurden sie bereits um 536 bei der Belagerung Roms durch die Ostgoten. Ihre Blütezeit lag im 16. und 17. Jahrhundert. Die derzeit europaweit vorhandenen etwa zwölf Schiffsmühlen sind überwiegend Nachbauten und dienen musealen Zwecken.

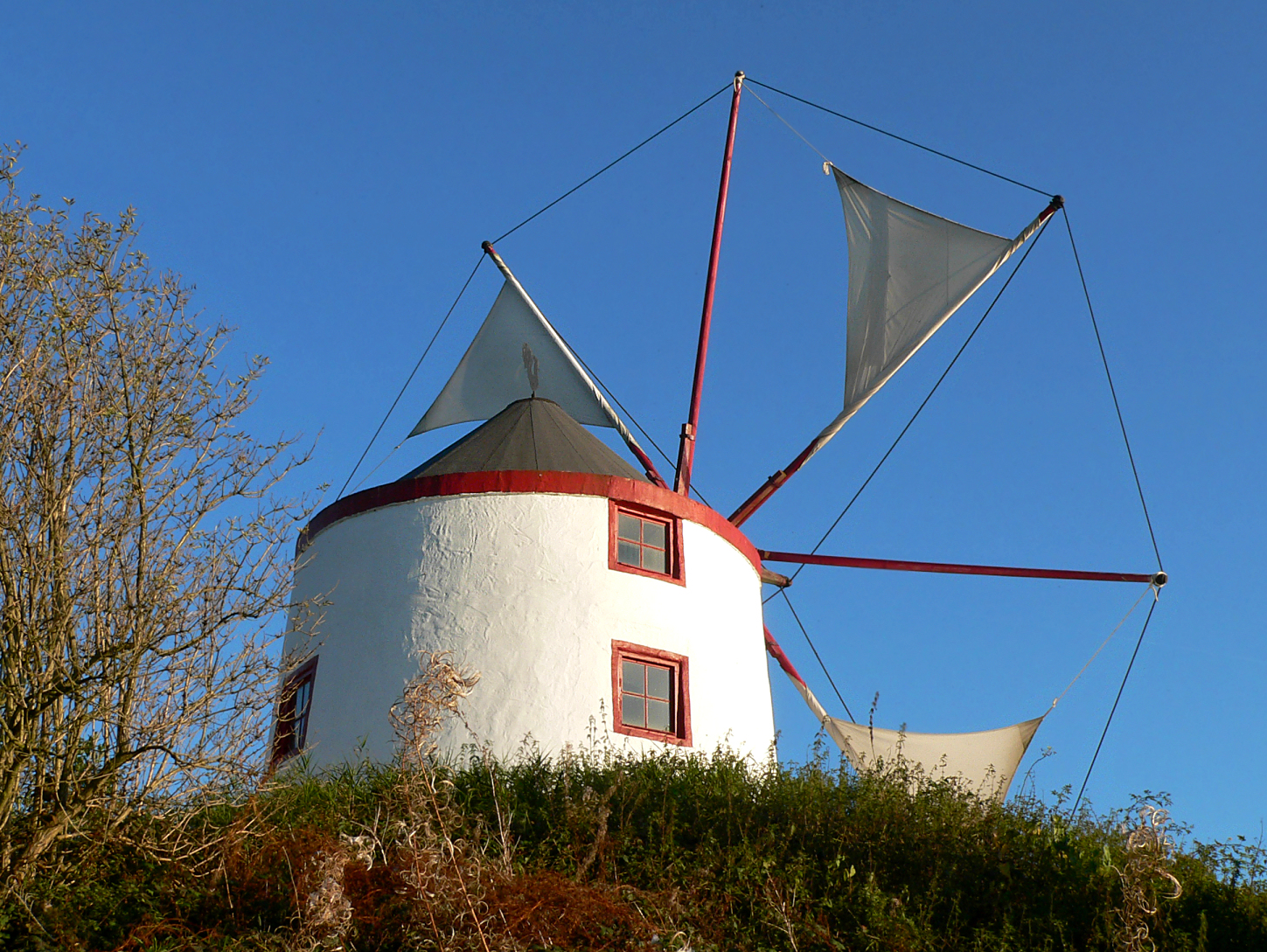
Portugiesische Windmühle Anabela

### Portugiesische Windmühle
Die portugiesische Windmühle „Anabela“ entstand 1993 neben der griechischen Mühle. Dabei wurde eine Mühle aus Torres Vedras in Mittelportugal nachgebaut. Dieser Mühlentyp ist auch an der portugiesischen Algarveküste zu finden. Die Mühle mit ihren vier dreieckigen Segeln ist typisch für Portugal und den Mittelmeerraum.

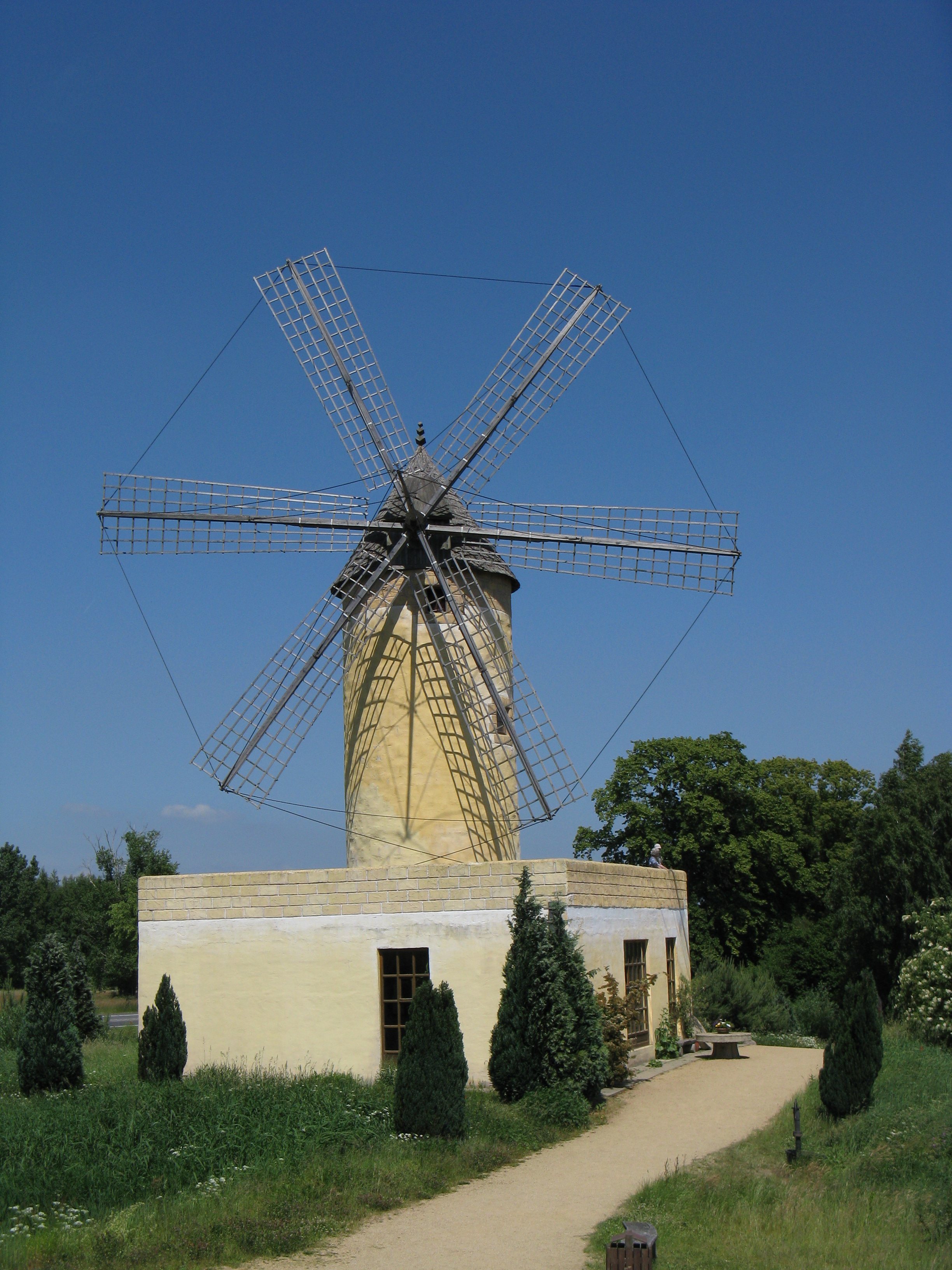
Getreidemühle von Mallorca

### Balearische Windmühle

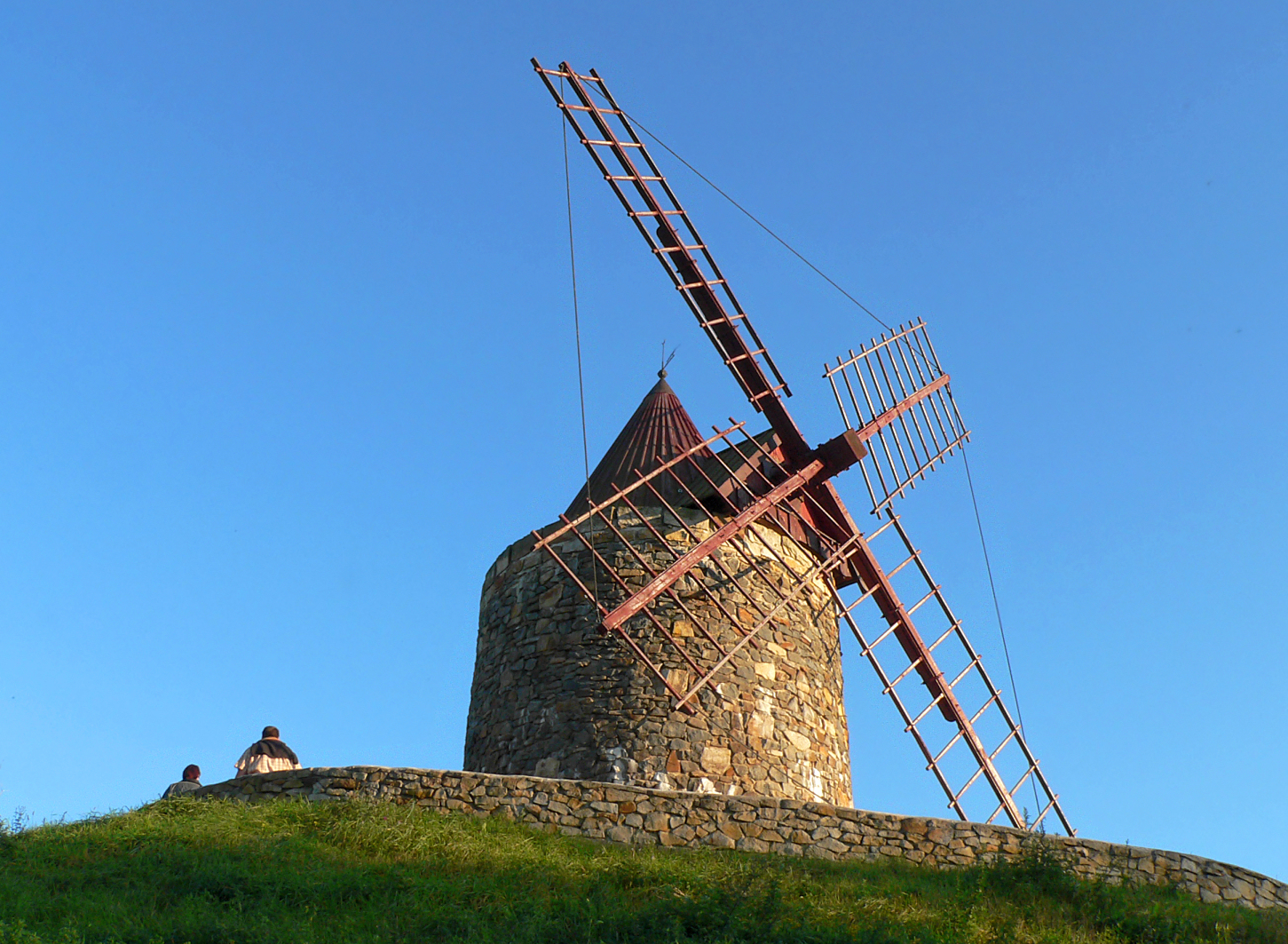
Mühle aus der Provence

Die Getreidemühle „Moli de Tramuntana“ entstand im Jahre 2000 nach dem Vorbild von Mühlen nahe Palma auf der Baleareninsel Mallorca. Auf einer Erhöhung wurden viele solcher Mühlen in einer Reihe errichtet. Der runde Turm steht dabei auf einem rechteckigen Untergeschoss, das auch das Wohnhaus der Müllersfamilie war. Die Mühle hat sechs stoffbespannte Flügel mit einem Durchmesser von etwa 20 Metern. In der Museumsmühle ist im Unterbau eine Ausstellung über Mühlen von Mallorca, gestern – heute zu sehen. Zur Grundsteinlegung kamen Vertreter der Vereinigung „Freunde der Mühlen von Mallorca“ angereist.

### Provenzalische Windmühle
2002 entstand die Turmmühle „Alphonse Daudet“ als Nachbau. Beim Vorbild handelte es sich um die 1813 errichtete Mühle in Fontvieille nahe Arles in der französischen Provence. Der Dichter Alphonse Daudet (1840–1897) verewigte sie literarisch im 19. Jahrhundert durch sein Buch Briefe aus meiner Mühle.1935 richtete die „Gesellschaft der Freunde Alphonse Daudets“ im Saal des Untergeschosses („sous-sol“) der Mühle eine Gedenkstätte für Alphonse Daudet ein, 1936 erschien sie auf einer französischen Briefmarke. Dieser Mühlentyp, der schon seit dem 12. Jahrhundert nachgewiesen ist, soll einer der ältesten Frankreichs sein.

### Koreanische Wassermühle
Die Stampfmühle entstand 2003 als erste asiatische Mühle auf dem Museumsgelände. Es handelt sich um eine oberschlächtige Wassermühle aus einer Bergregion der Provinz Gang-won-do in Südkorea. Bergbauern nutzten diesen Typ im 19. Jahrhundert, um Getreide zu stampfen. Die Gifhorner Mühle wurde in Korea nach alter Tradition mit den Baumaterialien Koreatanne und Steinbirke nachgebaut und per Schiff nach Deutschland transportiert, wo sie drei Spezialisten aus Korea aufbauten. Sie ist ein Geschenk des koreanischen Gouverneurs, in dessen Bezirk dieser Mühlentyp vertreten war.

### Serbische Wassermühle
Im Mai 2005 erreichte die etwa 100 Jahre alte serbische Mühle „mudra Milica“ das Mühlenmuseum, eine Löffelradmühle aus dem Westen Serbiens. Diese Mühlenart war Vorbild der Pelton-Turbine. Mit ihren Löffelwasserrädern konnten geringe Wassermengen bei großem Gefälle gut genutzt werden. Dieser Typ war vor allem in Gebirgsgegenden wie den Alpen, den Pyrenäen und den Karpaten vertreten. Die Mühle war ein Geschenk des serbisch-orthodoxen Bischofs Lavrentije der Diözese von Šabac-Valjevo zum 25-jährigen Jubiläum des Mühlenmuseums.

## Russische Holzkirche

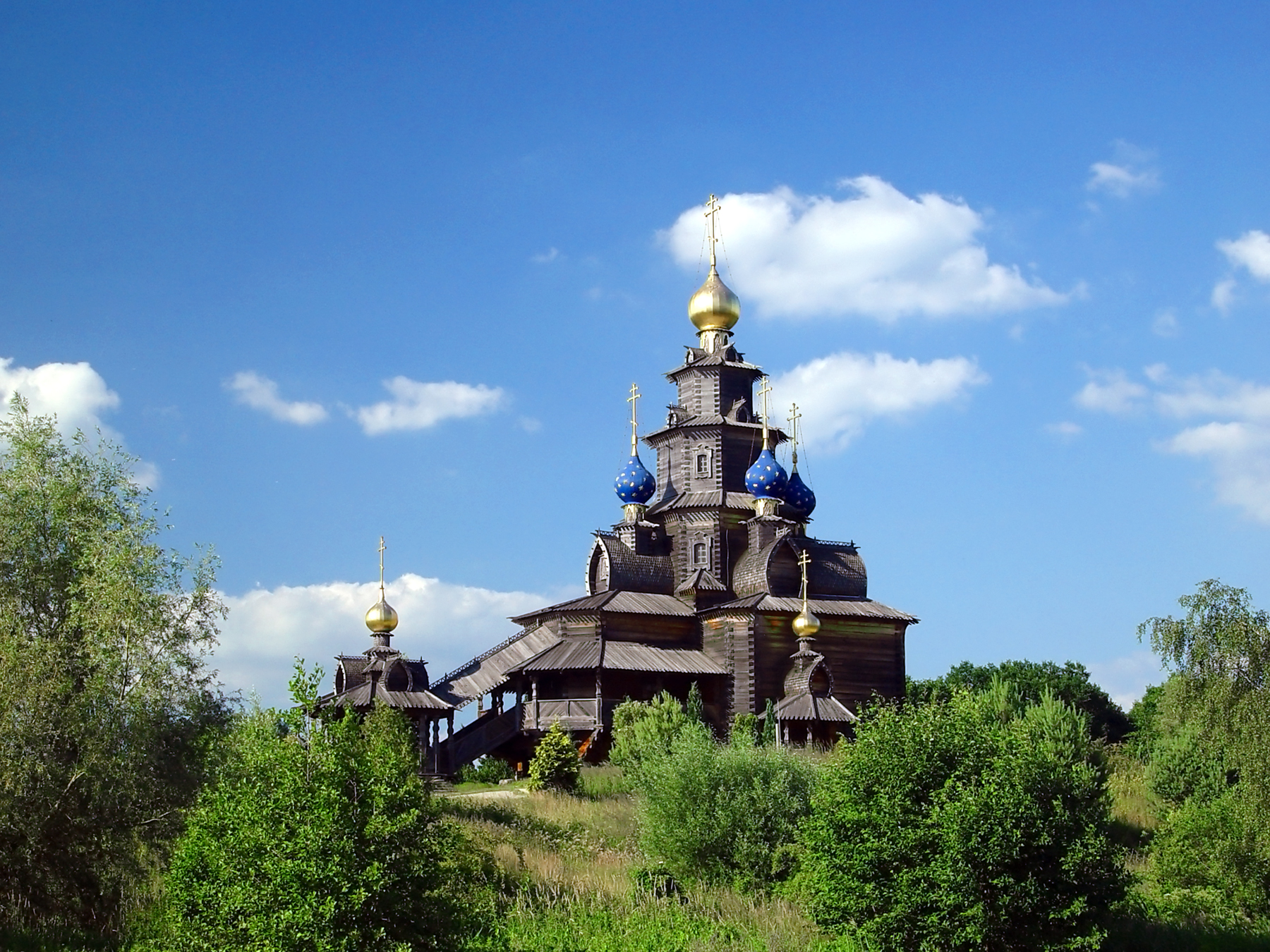
Russische Holzkirche

Die 27 Meter hohe Hl.-Nikolaus-Kirche mit acht vergoldeten Kuppeln ist ein aus liegenden Stämmen errichteter Blockbau nach dem Vorbild der russisch-orthodoxen Christi Verklärungskirche von 1765 im nordrussischen Dorf Kosljatjewo. Sie wurde am 24. November 1995 durch den Moskauer Patriarchen Aleksij II. geweiht. In der Kirche ist eine umfangreiche Ausstellung mit liturgischen Gegenständen aus der Manufaktur des Moskauer Patriarchats zu sehen. Sie umfasst Ikonen, Öllampen, Leuchter, Gewänder, Stickereien, Taufgefäße und Bibeln. Im eigentlichen Kirchraum im Obergeschoss ist nach russischem Vorbild der Dachstuhl von innen zu sehen. Eigens für diesen Raum wurde eine monumentale Ikonostase angefertigt und mit für sie gemalten Ikonen nach altrussischen und altukrainischen Vorbildern ausgestattet.
Die Innenbesichtigung des mit Ikonenmalereien verzierten Bauwerkes kostet zusätzlichen Eintritt. Vor der Kirche ist das 1948 gegossene Geläut des Mindener Doms aufgehängt.

## Frühere Exponate

### Russische Bockwindmühle
Die russische Bauernwindmühle „Maschenka“ wurde 2001 in Russland gebaut und per Lkw nach Gifhorn transportiert. Sie war eine Nachbildung einer typischen russischen Bauernmühle aus dem nordrussischen Gebiet um Archangelsk. Die Mühle war ein Geschenk der „Andrej-Rublijow-Stiftung“ aus Moskau, die sich für die Bewahrung des russischen architektonischen Erbes einsetzt. Sie musste im Jahr 2022 wegen Baufälligkeit abgerissen werden.

### Taiwanesisches Wassertretrad
Im Museum befindet sich auch ein Nachbau eines historischen Wassertretrades aus Taiwan. Diese Leihgabe der Berufsbildenden Schulen des Landkreises Gifhorn, die eine Schulpartnerschaft nach Taiwan unterhalten, ist derzeit (2023) in der Sanssouci-Mühle eingelagert und deshalb nicht zu sehen. Mit solchen Wassertretmühlen wurde Wasser auf ein höher liegendes Feld geschöpft.

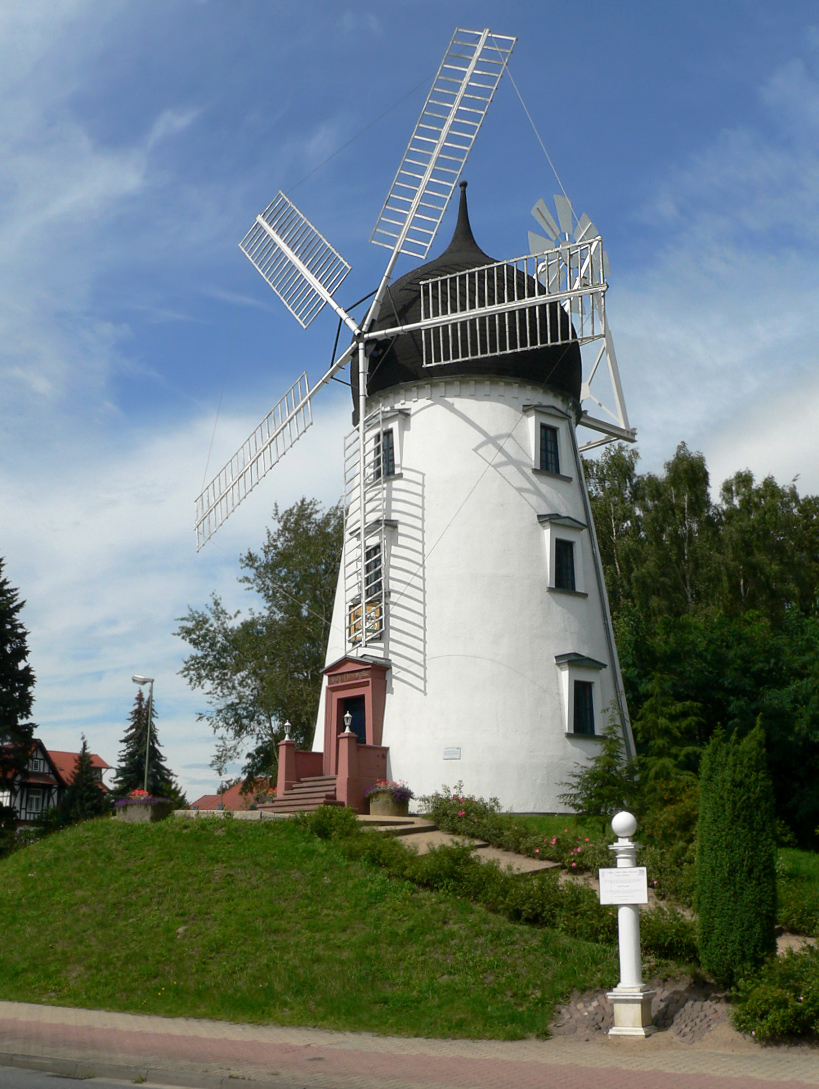
Mühle Lady Devorgilla

## Schottische Windmühle in der Nachbarschaft
Die schottische Windmühle „Lady Devorgilla“ gehört nicht zum Museum. Sie steht in Sichtweite, nur etwa 120 Meter vom Mühlensee entfernt, an der Ecke Lüneburger Straße/Konrad-Adenauer-Straße. Diese Mühle ist eine Außenstelle des Standesamts der Stadt Gifhorn – sie wird als romantische Kulisse für Trauungen genutzt und deshalb „Hochzeitsmühle“ genannt. Nur wenn ein Paar sich das Jawort gibt, drehen sich die Flügel der Mühle. Es handelt sich um den Nachbau einer schottischen Windmühle auf „Corbey Hill“ von etwa 1790. Das Original steht in Gifhorns schottischer Partnerstadt Dumfries.